# ماکسی (واشینگتن)
ماکسی (به انگلیسی: Moxee) شهری در شهرستان یاکیما ایالت واشنگتن است که در سرشماری سال ۲۰۱۰ میلادی، ۳۳۰۸ نفر جمعیت داشته است.